# Carolina Imbrogiano
Carolina Noemí Imbrogiano (Merlo, Argentina, 23 de mayo de 1997) es una futbolista argentina. Juega como mediocampista en San Lorenzo de la Primera A.

## Trayectoria
Carolina Imbrogiano nació en Merlo (Buenos Aires) el 23 de mayo de 1997, inició sus primeros pasos futbolísticos en el club Loma Grande. 
Debutó profesionalmente en 2021 y actualmente forma parte del Club Atlético San Lorenzo de Almagro (fútbol femenino) que compite en la primera división Argentina.

## Estadísticas

### Clubes
| Club        | País      | Año             |
| ----------- | --------- | --------------- |
| San Lorenzo | Argentina | 2020 - presente |